# Pírcing al fre prepucial
Un pírcing al fre prepucial és un tipus de pírcing genital que es troba a la part inferior de l'eix del penis. El terme també s'empra a vegades per referir-se a altres perforacions realitzades a la zona ventral del penis.
El pírcing al fre prepucial és, després del pírcing Prince Albert, un dels pírcings més comuns en genitals masculins.
Una sèrie de pírcings al fre prepucial paral·lels es coneix com una escala al fre del prepuci. Es pot ampliar una escala al fre del prepuci per incloure pírcings Lorum, Hafada i Guiche.

## Localització
Gairebé sempre es troben travessant el fre del prepuci (o vincle del prepuci), que connecta el cap del penis amb l'eix del penis, sense arribar a perforar el penis o la uretra.
En els homes circumcidats només és possible realitzar aquest tipus de pírcing si després de la circumcisió ha quedat algun romanent del fre del prepuci.

## Funció
Més enllà de les funcions purament estètiques, també es creu que tenir un pírcing al fre prepucial directament sota el gland del penis augmenta l'estimulació i el plaer sexual, tant al portador del pírcing com a la persona amb qui es té relacions sexuals. Això es deu a la pressió que exerceix el pírcing sobre el gland durant les relacions sexuals, que en algunes posicions pot produir una ejaculació més ràpida.
Actualment, dins de les activitats de BDSM existeixen una gran varietat de dispositius de castedat que es fixen al penis amb el pírcing al fre prepucial.
De vegades, s'escull l'anell que s'insereix com a pírcing de manera que sigui prou ample per envoltar el penis sencer, creant el que s'anomena «frenum loop».

## Història i cultura
La primera referència literària als pírcings al fre prepucial es dona el 1884 a Zeitschrift für Ethnologie, que diu: «Entre els timorensos d'Indonèsia, el frenum sota el penis del gland està travessat amb anells de llautó... la funció de l'anell és augmentar l'estimulació durant el sexe». El patró de perforació anecdòtica associa aquesta perforació (juntament amb molts altres pírcings genitals masculins) amb diversos dispositius de castedat que s'han utilitzat al llarg de la història, tot i que hi ha poques referències per assegurar-lo.
A la societat contemporània, els pírcings al fre prepucial es trobaven principalment entre els homosexuals i els practicants del BDSM, fins que a finals de la dècada del 1970 i principis de la dècada del 1980 la modificació corporal es va tornar a introduir a la societat, i als últims anys del segle xx va formar part de la cultura de masses.

## Realització
Gairebé sempre es realitza la perforació perpendicular al eix del penis. Es pot perforar directament a través del frenum que connecta el cap del penis a la pell de l'eix del penis o en qualsevol altra part de la regió inferior d'aquest. Amb menys freqüència, es realitzen perforacions al costat superior o lateral de l'eix del penis.
El diàmetre de la perforació aplicada inicialment sol ser de calibre 14 (1,6 mm). Aquells que vulguin estirar aquesta perforació per donar cabuda a una joieria de major calibre s'han d'esperar fins almenys dues setmanes després que la perforació inicial hagi curat completament.
Atès que la gland del penis és una zona molt vascularitzada, si es deixa buida la perforació, el forat realitzat a través del frenum tendeix a tancar-se molt ràpidament (en general, triga menys d'un dia, fins i tot una hora si s'ha realitzat recentment la perforació), i el procés de reobertura pot ser encara més dolorós que la primera perforació. L'eliminació i substitució temporal (per exemple, per ficar una altra joia més còmoda) pot significar que per a la reinserció de la joia, primer s'hagi de ficar una joia de menor calibre i, a continuació, estirar la perforació per poder tornar a ficar la joia original, de calibre més gran. Aquesta tendència que té la perforació de tancar disminueix amb el temps.

## Cicatrització
Generalment, els pírcings al fre prepucial requereixen de dues a cinc setmanes per curar-se completament. Depenent de la col·locació, pot ser una perforació superficial, però a causa de la naturalesa vascular, de la curació ràpida del penis, i de la naturalesa elàstica de la pell en aquesta zona, els pírcings al fre prepucial rarament són rebutjats si es perforen correctament, encara que poden migrar.
Durant la cicatrització de la perforació, és una bona pràctica rentar la zona diàriament amb una solució salina estèril i també es recomana, per a aquells que tenen aquest tipus de perforació, l'abstenció sexual durant un període d'almenys dues setmanes, després de la qual cosa és recomanable seguir utilitzant el preservatiu fins al final del procés de cicatrització.

## Joieria
Tant els barbells com els anells de bola captiva es poden usar en pírcings al fre prepucial, tant en forma de joies inicials com de forma contínua. Aquests materials solen tenir calibres que van des del calibre 12 (2,0 mm) fins al calibre 8 (3,2 mm), els quals no han de excedir-se per evitar que es produeixin molèsties, dolor o esquinçament del frenum durant el coit. De vegades, quan s'utilitzen els anells, el diàmetre de l'anell s'escull específicament perquè es pugui usar l'anell per a envoltar el penis.
Una àmplia varietat de dispositius de castedat fan ús de pírcings de rerefons per assegurar-se al penis, com a part de les activitats de fetitxe o BDSM.

## Perills per a la salut
Els principals riscos per a la salut es produeixen durant l'aplicació de la perforació i durant el procés de curació. La manca d'adopció de la higiene adequada durant el procés d'aplicació pot provocar el risc de contraure malalties transmissibles per la sang, mentre que aquesta manca durant el procés de curació pot provocar infeccions.
Alguns metges creuen que els pírcings genitals masculins que afecten el gland fan augmentar el risc de contraure malalties de transmissió sexual, perquè fan que la protecció que ofereix el preservatiu sigui menys efectiva. En dues enquestes diferents, entre un 5% i un 18% d'homes amb un pírcing genital havien tingut «problemes amb l'ús de preservatius» no especificats, tot i que no estava clar quants d'ells l'utilitzaven regularment. En definitiva, encara no s'ha trobat cap conclusió definitiva sobre l'augment del risc de contraure malalties de transmissió sexual si es té un pírcing genital d'aquest o d'algun altre tipus.

## Galeria d'imatges

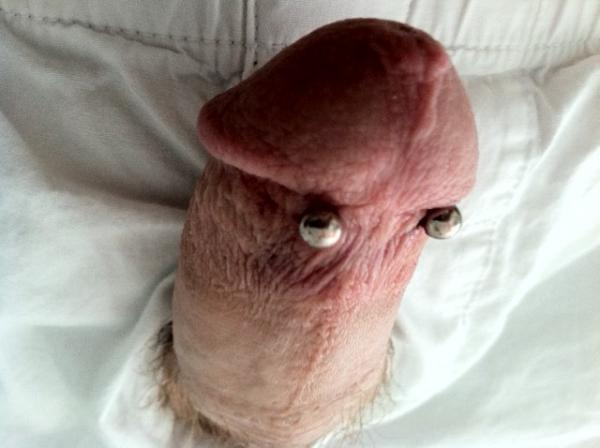
Barbell corbat de calibre 14 (1,6 mm), 24 hores després de la perforació inicial. Es poden veure petits blaus a la part dreta de l'eix del penis, a sota de la perforació, a causa de la pinça utilitzada per a la perforació
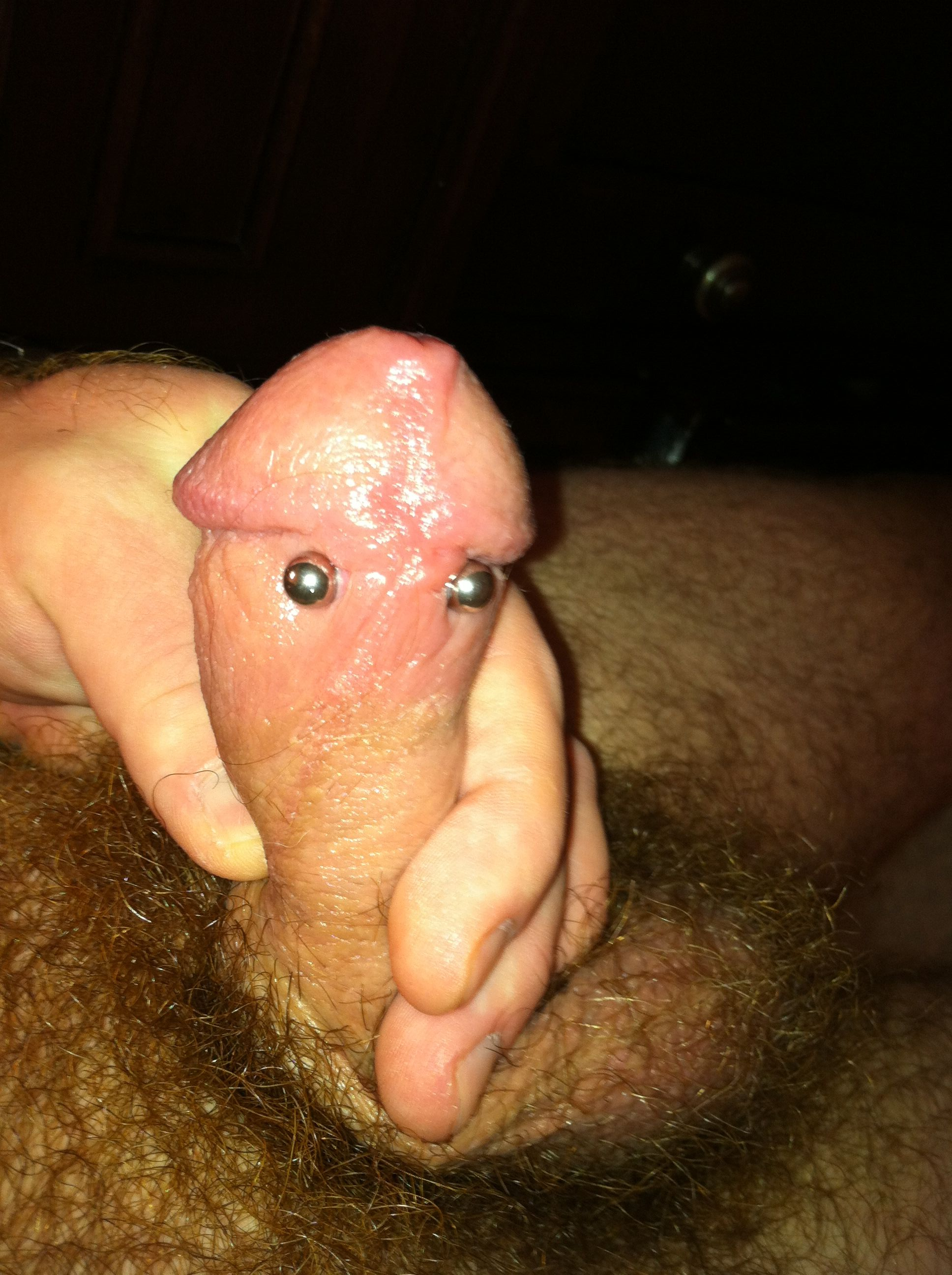
Barbell recte de calibre 10 (2,4 mm) que es sol utilitzar per al pírcing al fre prepucial
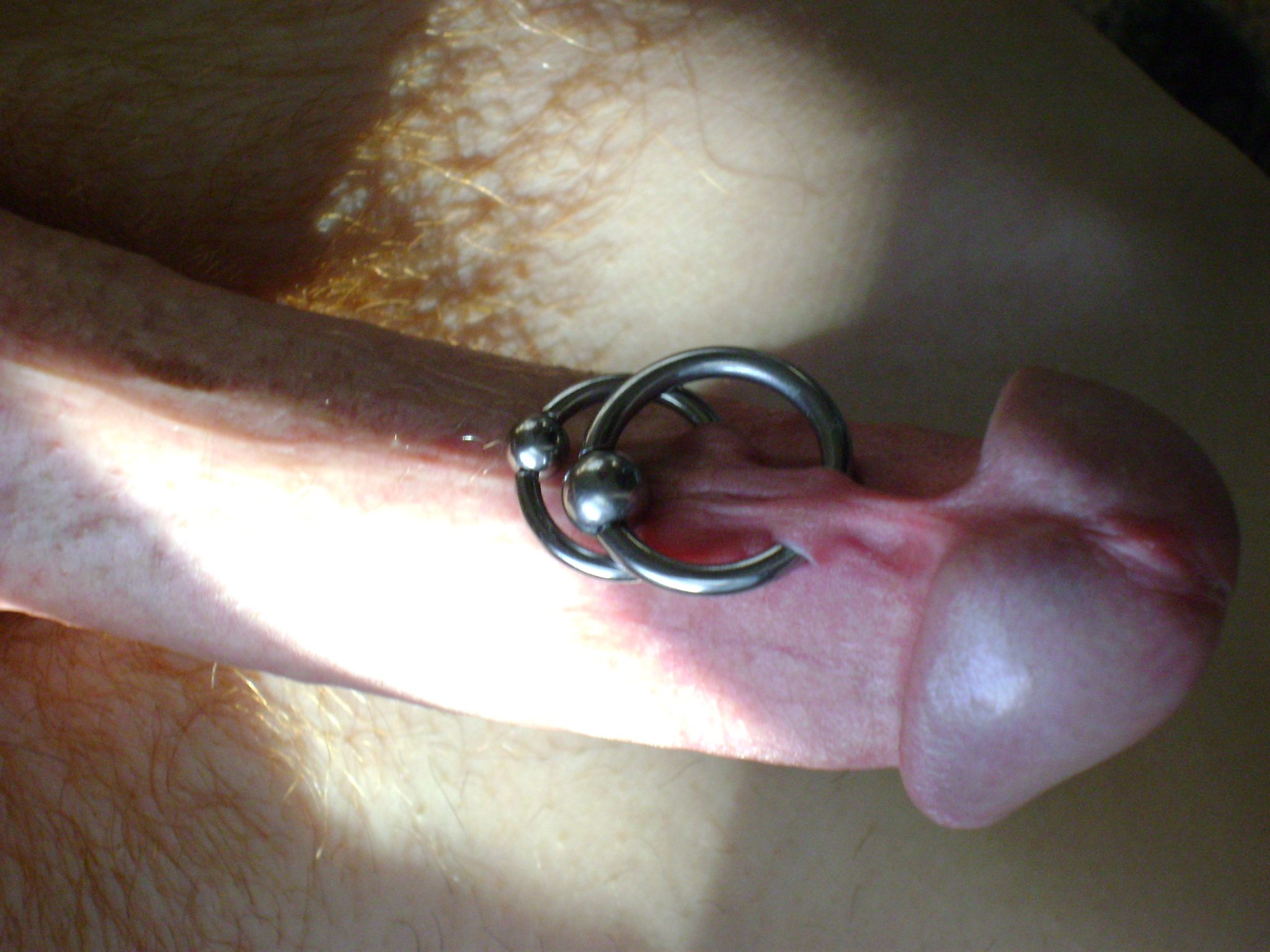
Doble pírcing al fre prepucial
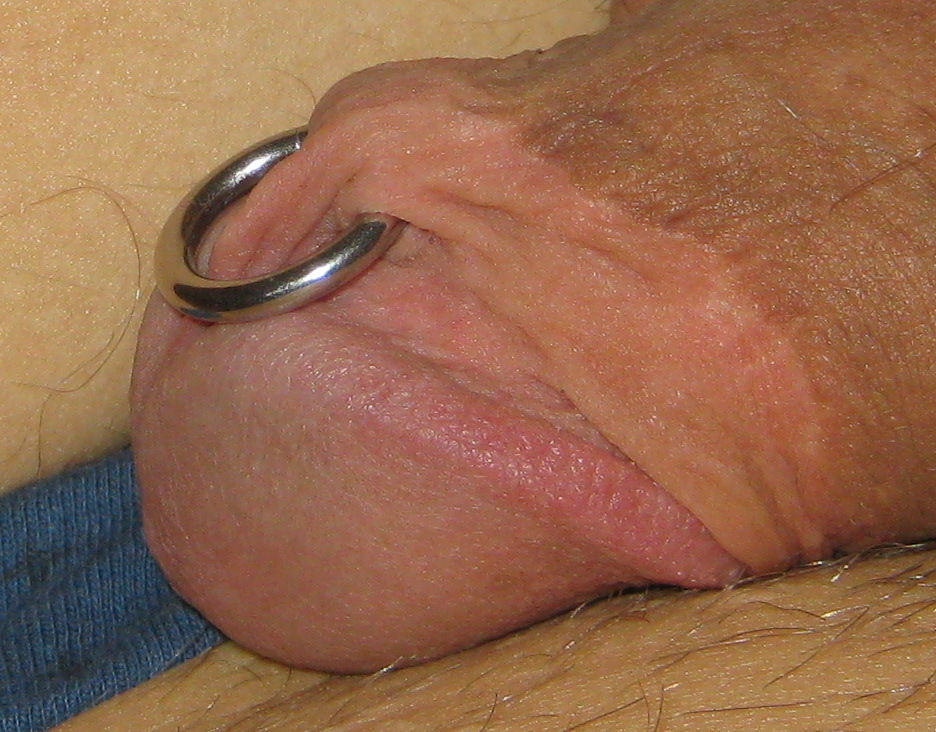
Pírcing al fre prepucial amb un anell tancat
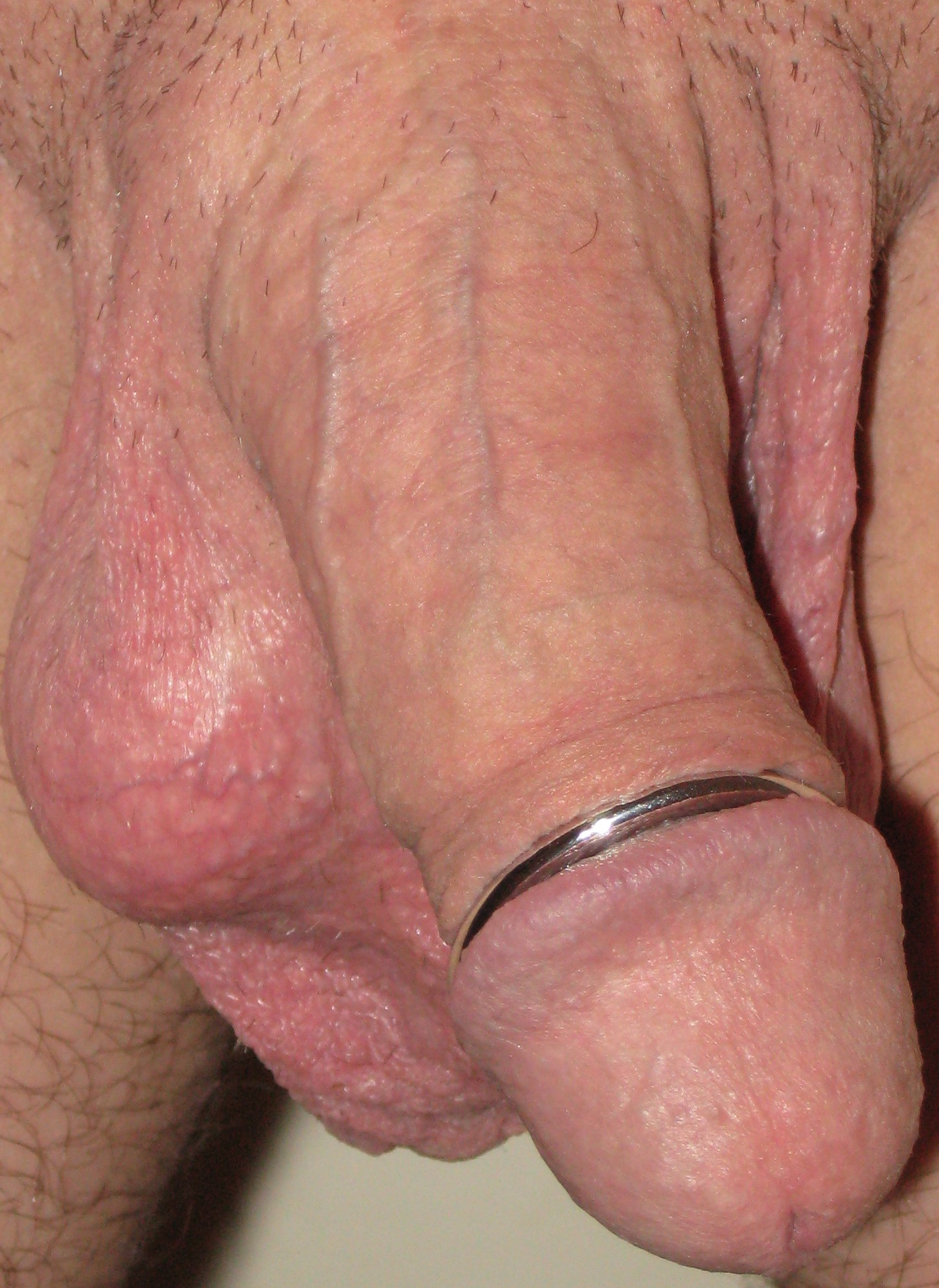
Pírcing al fre prepucial, on l'anell envolta el gland del penis
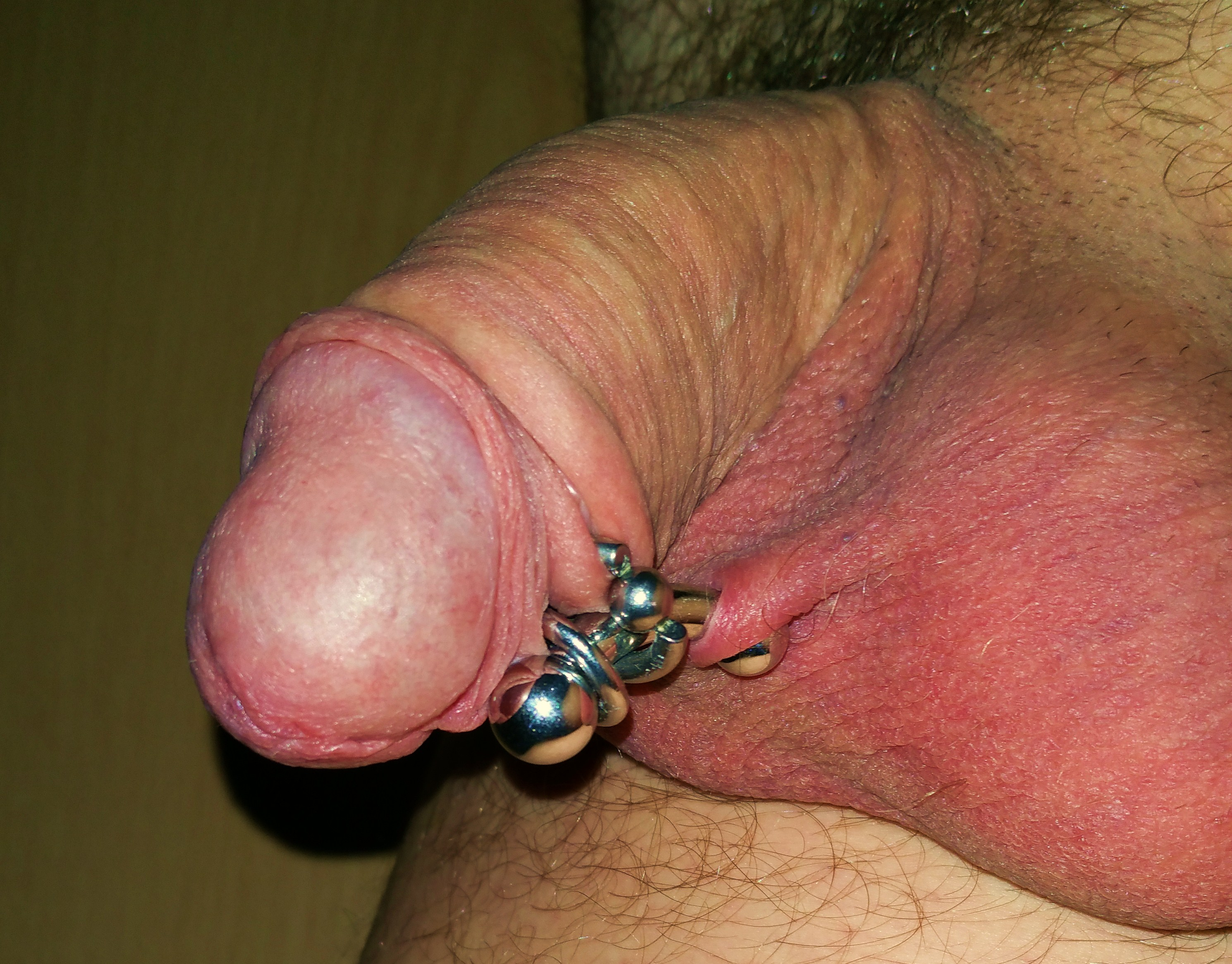
Pírcing al fre prepucial unit a un pírcing Hafada per a formar un pírcing de castedat que evita l'erecció del penis

## Variants
Una escala al fre del prepuci, també coneguda com a Escala de Jacob, consisteix en una sèrie de pírcings al fre del prepuci que sovint s'estenen des de sota del cap del penis i fins a la base de l'eix del penis.
De vegades, una escala al fre del prepuci pot anar acompanyada d'una escala escrotal i / o escala Guiche. A causa de la curació relativament senzilla d'aquests pírcings, és freqüent que es realitzin algunes perforacions alhora o fins i tot totes al mateix temps.
Menys comú és una escala Lorum, que consisteix en una sèrie de pírcings Lorum en paral·lel.